# Otto Ciliax
Otto Ciliax född 30 oktober 1891 i Neudietendorf i Thüringen, död 12 december 1964 i Lübeck.
Tysk sjömilitär, amiral 1943. Bland annat överbefälhavare för Kriegsmarine i Norge 1943-45. Erhöll Riddarkorset av Järnkorset 1942.